# Nell Fortner
Nell Fortner (ur. 3 marca 1959 w Jackson) – amerykańska koszykarka uczelniana występująca na pozycji skrzydowej, następnie trenerka, obecnie trenerka drużyny akademickiej kobiet – Georgia Tech Yellow Jackets.
W 1978 zdobyła srebrny medal podczas U.S. Olympic Festival South. Na uczelni grała w koszykówkę oraz siatkówkę. W 1981 została mistrzynią ligi uczelnianej AIAW w siatkówce.

## Osiągnięcia
Na podstawie, o ile nie zaznaczono inaczej.

### Zawodnicze

#### NCAA
- Mistrzyni turnieju National Women's Invitational Tournament (1984)
- Uczestniczka rozgrywek turnieju NCAA (1986)

### Trenerskie

#### Trenerka główna
Drużynowe
- Mistrzostwo:
  - olimpijskie (2000)
  - świata (1998)
  - Pucharu Williama Jonesa (1998)
  - sezonu zasadniczego konferencji:
    - Big Ten (1997)
    - SEC (2009)
- Wicemistrzostwo Ameryki (1997)
- Brąz igrzysk panamerykańskich (1999)
- Rozgrywki Sweet 16 turnieju NCAA (2021)

Indywidualne
- Trenerka roku:
  - NCAA według Basketball Times (1997)
  - konferencji:
    - Big Ten (1997)
    - SEC (2009)
    - ACC (2021)

  - USA Basketball (2000)
  - III regionu NCAA (2009 według WBCA)
- Zaliczona do:
  - University of Texas Women’s Athletics Wall of Honor (2001)
  - San Antonio Sports Hall of Fame (2013)
  - Texas Sports Hall of Fame (2018)

#### Asystentka
- Mistrzostwo:
  - turnieju konferencji:
    - Western Athletic (WAC – 1988–1990)
    - American South (1991)
    - Sun Belt (1994)

  - sezonu zasadniczego:
    - WAC (1988–1990)
    - Sun Belt (1993–1995)
- Wicemistrzostwo NCAA (1994)
- Rozgrywki:
  - Elite 8 turnieju NCAA (1993, 1994)
  - Sweet 16 turnieju NCAA (1989, 1990, 1993–1995)
  - II rundy turnieju NCAA (1988–1990, 1993, 1994)